# Historicidade
Historicidade é a realidade histórica de pessoas e eventos, significando a qualidade de fazer parte da história em oposição a ser um mito, lenda ou ficção. A historicidade se concentra no verdadeiro valor das afirmações de conhecimento sobre o passado (denotando atualidade histórica, autenticidade e factualidade). A historicidade de uma afirmação sobre o passado é seu status factual.
Alguns teóricos caracterizam a historicidade como uma dimensão de todos os fenômenos naturais que ocorrem no espaço e no tempo. Outros estudiosos caracterizam-na como um atributo reservado a certos fenômenos humanos, de acordo com a prática da historiografia. Herbert Marcuse explicou a historicidade como aquela que “define a história e assim a distingue da 'natureza' ou da 'economia'” e “significa o significado que pretendemos quando dizemos algo que é 'histórico'.”
O Dicionário Blackwell de Filosofia Ocidental define a historicidade como "denotando a característica de nossa situação humana pela qual estamos localizados em circunstâncias temporais e históricas concretas específicas". Para Wilhelm Dilthey, a historicidade identifica os seres humanos como seres históricos únicos e concretos.
As questões relacionadas à historicidade dizem respeito não apenas à questão do "que realmente aconteceu", mas também à questão de como os observadores modernos podem vir a conhecer "o que realmente aconteceu." Esta segunda questão está intimamente ligada às práticas e metodologias de pesquisa histórica para analisar a confiabilidade das fontes primárias e outras evidências. Como várias metodologias tematizam a historicidade de maneira diferente, não é possível reduzir a historicidade a uma única estrutura a ser representada. Algumas metodologias (por exemplo, historicismo) podem sujeitar a historicidade a construções de história baseadas em compromissos de valores submersos.
Questões de historicidade são particularmente relevantes para relatos partidários ou poéticos de eventos passados. Por exemplo, a historicidade da Ilíada se tornou um tópico de debate, porque achados arqueológicos posteriores sugerem que o trabalho foi baseado em algum evento verdadeiro. [carece de fontes?]
Questões de historicidade também surgem frequentemente em relação aos estudos históricos da religião. Nestes casos, compromissos de valor podem influenciar a escolha da metodologia de pesquisa. [carece de fontes?]